# Gesäter Tintling
Der Gesäte Tintling (Coprinellus disseminatus, Syn. Coprinus disseminatus) ist eine ungenießbare Pilzart aus der Familie der Mürblingsverwandten (Psathyrellaceae). Der Saprobiont ist in Mitteleuropa weit verbreitet und findet sich von Mai bis Oktober stellenweise massenhaft an Totholz in Wäldern, Gärten und Parkanlagen.

## Merkmale

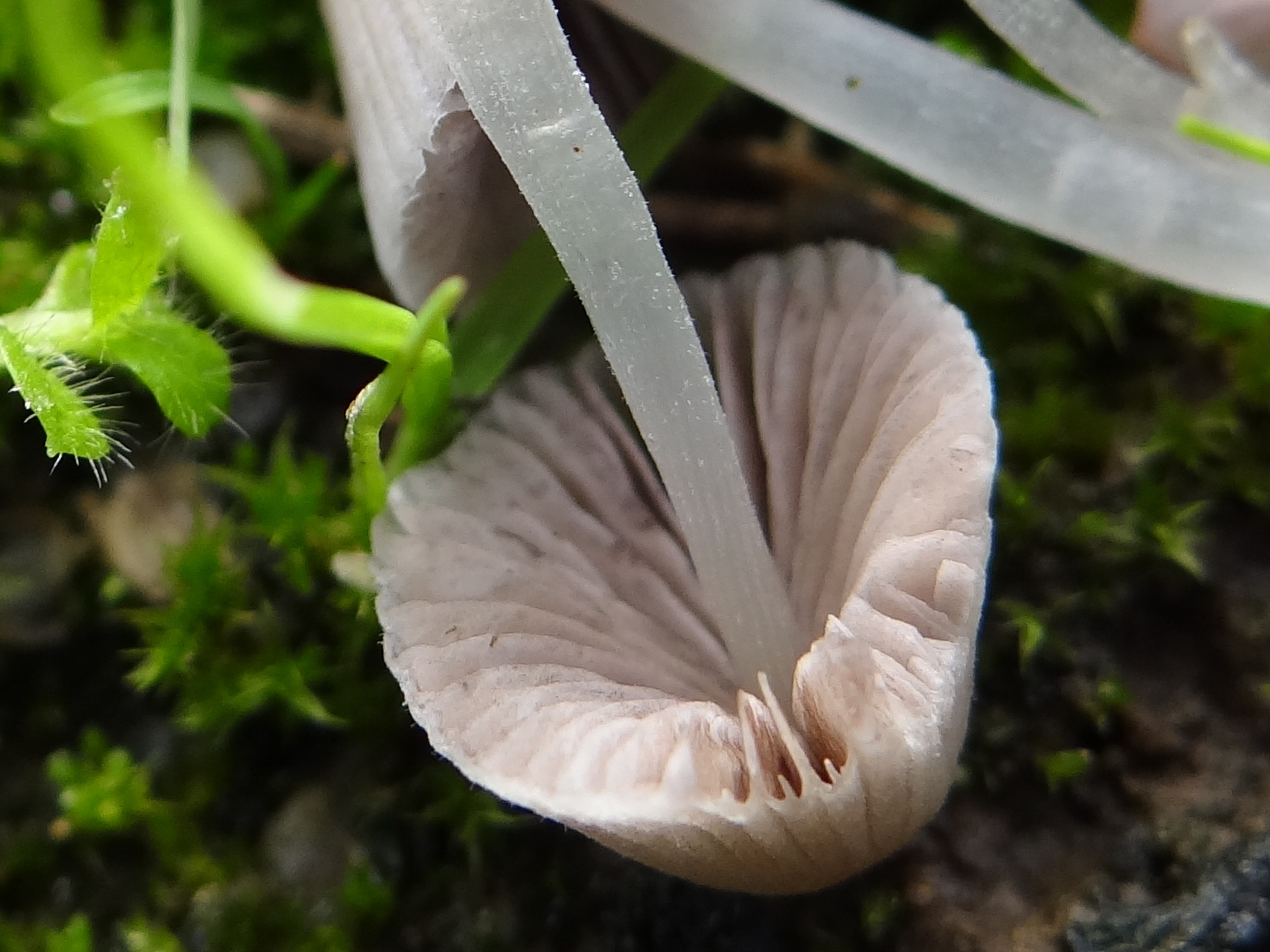
Blick auf die Stielspitze und Lamellen eines Fruchtkörpers

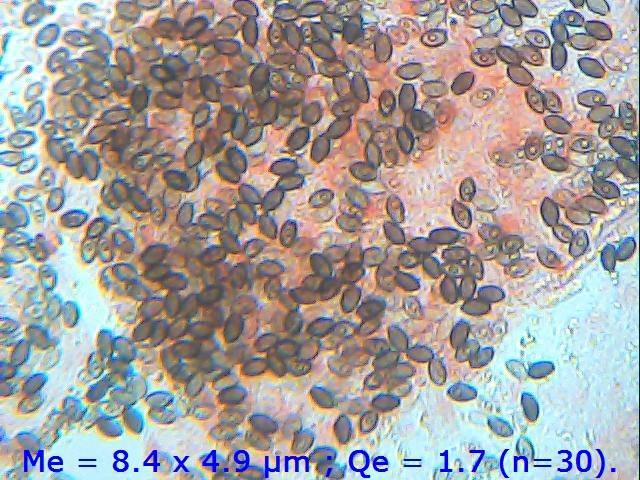
Sporen des Gesäten Tintlings im Lichtmikroskop

### Makroskopische Merkmale
Der Hut des Gesäten Tintlings ist 0,5–1,2 cm breit. Er ist zunächst eiförmig-stumpfglockig, später glockig-ausgebreitet. Er schirmt sich dabei nur wenig auf. Die Oberfläche ist radialfurchig gerieft. Der Hut ist zunächst cremefarben bis weißlich und mit feinem, faserigem Velum bedeckt. Später ist er kahl und graulich getönt. Die Scheibe bzw. der Hutscheitel bleibt durchweg ockerfarben. Der Hut zerfließt im Alter nicht. Die erst cremegrauen, später dunkelbraunen Lamellen sind am Stiel angewachsen und haben eine glatte weiße Schneide. Zwischen den Lamellen befinden sich Lamelletten. Das Sporenpulver hat eine schwarze Farbe. Der zerbrechliche glasige Stiel misst in der Länge bis zu 5 cm und in der Breite bis zu 1,5, manchmal 2 mm. Er ist weiß gefärbt und anfangs etwas bepudert. Der Geruch ist unbedeutend.

### Mikroskopische Merkmale
Die glatten, elliptischen Sporen sind 7–10 µm lang und 4–5 µm breit und besitzen einen deutlichen, zentral liegenden Keimporus. Die Hutdeckschicht ist hymeniform aufgebaut und weist teilweise inkrustierte Zellen auf. Dazwischen befinden sich bis zu 200 µm lange, schmal zylindrische Pileozystiden sowie hyphenähnliche oder kettenartige Stränge.

## Artabgrenzung
Der Zwerg-Faserling (Psathyrella pygmaea), der gemeinsam am selben Standort mit dem Gesäten Tintling wachsen kann, besitzt einen mehr bräunlichen, weniger stark gerieften Hut, enger stehende Lamellen und einen leicht bitteren Geschmack. Sicher lassen sich beide Arten mikroskopisch unterscheiden: Der Zwerg-Faserling weist im Gegensatz zum Gesäten Tintling utriforme, apikal mit Kristallen besetzte Cheilozystiden auf.

## Ökologie
Der Gesäte Tintling kommt in erster Linie in Laubwäldern vor. Dies sind vor allem Buchen- aber auch Eichen-Hainbuchen-Wälder sowie Auwälder mit Erlen und Feldulmen. Seltener wächst er in Nadelwäldern, dort meist an eingestreuten Laubbäumen.
Der Pilz wächst als Saprobiont an morschen Stümpfen der späten Optimal bis Finalphase. Darüber hinaus ist er auf vergrabenem Holz oder Wurzeln sowie manchmal auf verbautem Holz oder Holzhäckseln zu finden. Besiedelt wird dabei überwiegend Laubholz, selten Nadelholz. Die Fruchtkörper erscheinen gesellig bis rasig, wobei sie oft zu hunderten auftreten. Sie werden vom Frühjahr bis in den Herbst gebildet.

## Verbreitung
Der Gesäte Tintling ist als Kosmopolit in Nordamerika (östliche USA, Kanada, Hawaii-Inseln) und Südamerika (Venezuela, Trinidad) sowie Europa, Asien (Kleinasien, Kaukasus, Japan) und Australien verbreitet. In Europa reicht das Gebiet von Großbritannien, den Benelux-Ländern und Frankreich im Westen bis Estland, Polen, Ungarn und Russland (Baschkortostan), südwärts bis Spanien, Korsika und Italien sowie nordwärts bis Fennoskandinavien. In Deutschland ist die Art überall gemein.